# Carlos Gurméndez
Carlos Rufino Gurméndez Victorica (Montevideo, 31 de diciembre de 1916 - Madrid, 7 de febrero de 1997) fue un filósofo y escritor español de origen uruguayo.

## Biografía
Su padre, Carlos María Gurméndez, al ser nombrado cónsul general del Uruguay en Madrid, se afincó en España junto a su joven hijo Carlos y los demás miembros de su familia.
Gurméndez cursó estudios de Filosofía y Derecho en Madrid; posteriormente, perfeccionó sus estudios durante sus estadías en Berlín y París, donde trabajó como traductor de Unesco y se relacionó con Jean-Paul Sartre y Simone de Beauvoir. Durante la Guerra Civil Española, se exilia en Latinoamérica, pasando posteriormente a Dinamarca. En 1939 se radicó en Holanda, donde su padre ocupó el cargo de embajador del Uruguay, debiendo abandonar el país junto con su familia cuando la invasión alemana de 1940, radicándose en Portugal.
Sus ideas y pensamiento filosófico reflejan influencias muy variadas y una gran vitalidad, en ellas aúna conceptos y recurre al marxismo, el existencialismo, la poesía, la filosofía, la literatura y la psicología. En su labor se dedicó a elaborar una filosofía de los sentimientos. Dejó su huella en el pensamiento español especialmente por su trabajo en pensar al cuerpo humano como receptáculo de las sensaciones y el movimiento, en una búsqueda intelectual muy original. Partiendo de la rigurosa metodología marxista analiza las pasiones y los sentimientos.
El gobierno militar del Uruguay lo destituyó de su cargo diplomático como encargado de negocios en Bulgaria en 1973. Vuelto a España, integró junto con intelectuales y políticos exiliados de los partidos opositores uruguayos la Convergencia Democrática del Uruguay.
Cuando el franquismo tocó a su fin, obtuvo la nacionalidad española. Gurméndez formó parte del grupo fundacional del periódico español El País, donde se desempeñó en la sección de Opinión y en la de crítica literaria. Colaboró en las revistas Índice, Revista de Occidente, Cuadernos para el Diálogo, Argumentos, Ariel, Crónica de las Artes, Scherzo, Itaca y La Gaceta del Libro. Fue también colaborador de la revista Marcha de Uruguay.
El filósofo y escritor Carlos Gurméndez fue una personalidad del mundo de la cultura muy vinculada a la vida intelectual de Galicia debido a que veraneaba en la localidad coruñesa de Puentedeume. Estancias veraniegas que hicieron fraguar un año después de su muerte, en julio de 1998, la creación en la localidad de Puentedeume del I Curso de Pensamiento Español Contemporáneo Carlos Gurméndez. Curso de verano creado y organizado conjuntamente por el Ayuntamiento de Puentedeume, el Club de Prensa de Ferrol y la Universidad de La Coruña. Evento académico que desde el año 2012 se celebra en el Salón de Actos del Vicerrectorado del Campus de Ferrol de la Universidad de La Coruña.
Con motivo de la celebración en 1999 del II Curso de Pensamiento Español Contemporáneo Carlos Gurméndez, el Ayuntamiento de Puentedeume encargó al catedrático y compositor Miguel Brotóns, la composición homenaje dedicada al filósofo Carlos Gurméndez con título “Pontedeume, un cantar que chove”. Composición inspirada en el poema homónimo del poeta Ramiro Fonte.

## Obras
Entre sus obras se cuentan:
- Amanecer en Holanda (Ediciones Alcoma, Madrid, 1947)
- Ser para no ser (Tecnos, Madrid, 1963)
- El secreto de la alienación (Península, Barcelona, 1967)
- El tiempo y la dialéctica (Siglo XXI, Madrid, 1971)
- Teoría de los sentimientos (Fondo de Cultura Económica, Madrid, 1981)
- Estudios sobre el amor (Anthropos, Barcelona, 1985)
- Tratado de las pasiones (Fondo de Cultura Económica, Madrid, 1985)
- El secreto de la alienación y la desalienación humana (Anthropos, Barcelona, 1989)
- Crítica de la pasión pura I (Fondo de Cultura Económica, Madrid, 1989)
- La melancolía (Madrid, Espasa Calpe, 1990)
- Crítica de la pasión pura II (Madrid, Fondo de Cultura Económica, 1993)
- El yo y el nosotros (Ediciones Temas de Hoy, Madrid 1993)
- Ontología de la pasión (Madrid, Fondo de Cultura Económica, 1996)